# Confine tra Brunei e Malaysia
Il confine tra il Brunei e la Malaysia attraversa il territorio del Brunei e della Malaysia nell'isola del Borneo che si estende per 266 km.
La rivendicazione della piattaforma continentale di 200 miglia nautiche del Brunei lo rende un richiedente di una parte del Mar Cinese Meridionale che è soggetto a più rivendicazioni sovrapposte di Cina, Taiwan e Vietnam. Anche la Malesia ha rivendicato nell'area, ma un accordo bilaterale con il Brunei ha risolto le rivendicazioni sovrapposte sulle acque territoriali del Brunei.

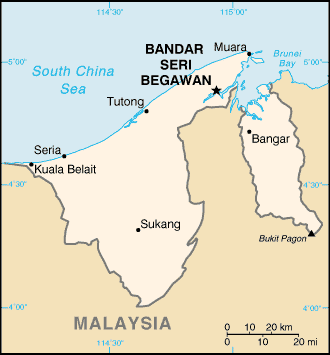
Mappa che mostra la composizione del Brunei in due regioni non contigue, confinanti con la Malaysia.

## Confini terrestri

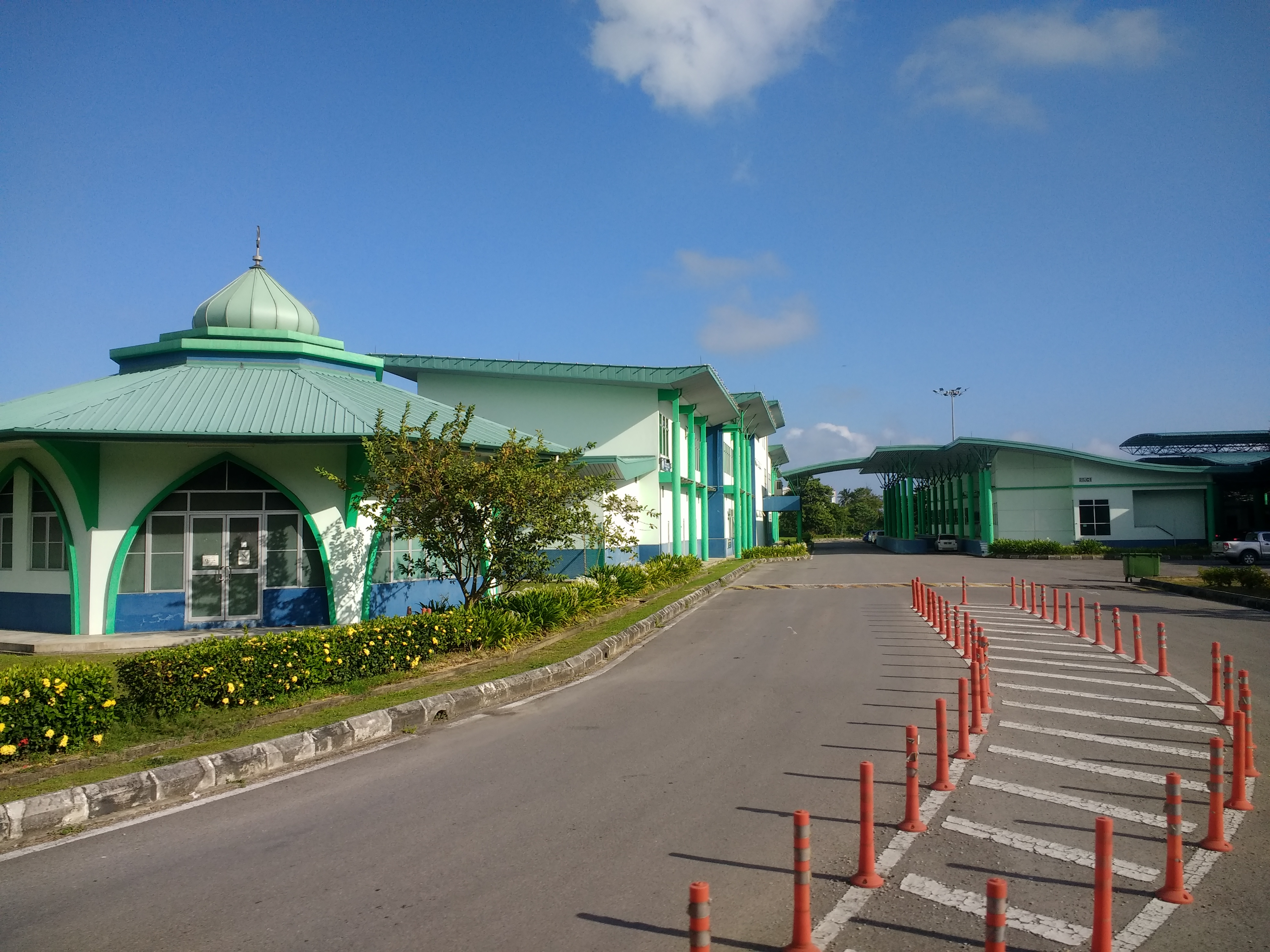
Edifici di controllo del confine malese vicino alla parte più occidentale del confine tra Malaysia e Brunei.

Da ovest a est, il confine Brunei-Malesia inizia nello spartiacque dei bacini dei fiumi Baram e Belait che incontra il Mar Cinese Meridionale in un punto a sei miglia nautiche (11 km) a est di Tanjung Baram (coordinate 4°35′20″N 114°05′00″E). Percorre quindi lo spartiacque dei due bacini idrografici per circa 30 km al Canale Pagalayan per poi fare altri 44 km alle colline di Teraja. Da lì, il confine corre lungo lo spartiacque tra i fiumi Belait e Tutong da un lato e tra i fiumi Baram e Limbang dall'altro.
Infine lungo lo spartiacque dei bacini dei fiumi del Brunei e Limbang, lungo Sungai Mendaun, Sungai Melais e Sungai Menunggul (Menunggol) fino al suo estuario nella baia del Brunei.
Il confine terrestre tra la Malesia e il distretto di Temburong del Brunei (che è separato dall'altra parte del Brunei) inizia all'estuario del fiume Pandaruan e percorre l'intera lunghezza del fiume fino alla sua sorgente. Quindi corre lungo lo spartiacque tra il fiume Temburong da un lato e il fiume Limbang e poi tra il fiume Trusan fino a raggiungere la baia di Brunei. Il termine settentrionale di questo confine si trova alla foce del Sungai Bangau, in base all'ordine coordinato stabilito dall'Ordine del Sarawak (Definizione dei confini) nel Consiglio del 1958.

### Delimitazione
Della lunghezza totale del confine terrestre di 481,3 km, 207,3 km sono stati definiti attraverso cinque accordi tra Brunei e Sarawak. Il resto del confine deve ancora essere definito.

## Storia
Al suo apice nel XV secolo, l'Impero del Brunei aveva il controllo della maggior parte delle regioni del Borneo, compresi i moderni Sarawak e Sabah. Durante il XIX secolo, cominciò il suo declino e perse continuamente territori fino alle sue dimensioni attuali. Nel 1842, il sultano Omar Ali Saifuddien II cedette la sovranità completa della città di Kuching, Sarawak, al soldato britannico James Brooke che divenne Rajah in cambio di reprimere una ribellione contro il sultano. I successivi Rajah bianchi del Sarawak affittarono o tentarono di annettere successivamente dei territori dal Brunei, come Sibu nel 1853, Bintulu nel 1861, Baram nel 1882 e 1884, Limbang nel 1890 e Lawas nel 1901 (ceduto alla British North Borneo Company che in seguito trasferì il territorio a Sarawak nel 1904). Il trattato tra il Sultanato e la Gran Bretagna nel 1888, che ha portato il Brunei a diventare un protettorato britannico, non riuscì a fermare la perdita di territori. L'annessione delle aree di Baram, Trusan e Limbang portò agli attuali confini del Brunei, con l'annessione di Limbang, che il Brunei si era continuamente rifiutato di riconoscere, e portando alla frammentazione del Sultanato in due territori non contigui. La Malesia ereditò questi confini con il Brunei quando il Sarawak, che era diventato un protettorato britannico nel 1888 e poi una colonia della corona dopo la seconda guerra mondiale, si unì alla Malesia il 16 settembre 1963. Il Brunei rimase un protettorato britannico fino al 1984 quando ottenne l'indipendenza.

## Dispute
Il Brunei e la Malesia hanno avuto varie dispute di lunga data sia sui confini terrestri che marittimi. Tuttavia, a causa dei legami culturali tra i due paesi, le controversie sono sempre state di basso profilo e ritenute troppo delicate per essere discusse apertamente.
La principale controversia terrestre riguardava il distretto di Limbang, controllato dal Sarawak dal 1890, mentre la disputa sul confine marittimo coinvolgeva praticamente l'intera sezione delle acque del Mar Cinese Meridionale.
Le varie controversie vennero risolte da entrambi i governi con la firma dello Scambio di lettere il 16 marzo 2009 a Bandar Seri Begawan da parte del sultano del Brunei Hassanal Bolkiah e del primo ministro malese Abdullah Ahmad Badawi.

### Limbang
La disputa sul distretto di Limbang nacque dall'annessione del distretto da parte del Rajah Charles Brooke del Sarawak nel 1890. La "cessione involontaria" portò il Brunei a essere diviso in due parti: la parte principale con tre distretti (Brunei-Muara, Tutong e Belait) a ovest di Limbang e il distretto di Temburong a est di Limbang.
Il confine de facto correva lungo lo spartiacque tra i bacini del fiume Brunei e del fiume Limbang sul lato occidentale del distretto e lungo il fiume Pandaruan sul lato orientale. Gli accordi di confine hanno delineato un tratto del confine occidentale e del fiume Pandaruan mentre gli altri tratti devono ancora essere delineati.
Con lo scambio di lettere del 16 marzo 2009, la controversia territoriale che coinvolge Limbang è stata considerata risolta a favore della Malaysia. Nel 2011 il governo del Brunei ha dichiarato che nella riunione specifica del 2009, in cui i media riferirono che il Brunei aveva revocato tutte le rivendicazioni sul Limbang, che entrambe le parti non hanno mai menzionato nulla su Limbang. In effetti, il Brunei sostiene di avere rivendicazioni attive sul distretto di Limbang.

## Valichi di frontiera
I seguenti principali valichi di frontiera sono in Sarawak, Malesia, con i nomi dei checkpoint del Brunei seguiti dai checkpoint malesi.

### Strada
| Brunei | Brunei                    | Brunei            | Malaysia                        | Malaysia                  | Malaysia          | Coordinante geografiche |
| Strada | Luogo di frontiera        | Orari di apertura | Strada                          | Luogo di frontiera        | Orari di apertura | Coordinante geografiche |
| ------ | ------------------------- | ----------------- | ------------------------------- | ------------------------- | ----------------- | ----------------------- |
|        | Sungai Tujoh, Belait      | 0600–0000         | Miri–Baram Highway (Route 1–82) | Sungai Tujuh, Miri        | 0600–0000         | 4.585836°N 114.075935°E |
|        | Kuala Lurah, Brunei-Muara | 0600–0000         | Route 1–83                      | Tedungan, Limbang         | 0600–0000         | 4.740156°N 114.813551°E |
|        | Ujung Jalan, Temburong    | 0600–0000         | Route 1–87                      | Pandaruan, Limbang        | 0600–0000         | 4.689018°N 115.0358°E   |
|        | Labu, Temburong           | 0600–0000         | Route 1–88                      | Mengkalap, Lawas, Limbang | 0600–0000         | 4.791219°N 115.237361°E |

### Traghetto
| Brunei                                                 | Brunei            | Coordinate geografiche | Malaysia                                                         | Malaysia          | Coordinate geografiche  |
| Porto                                                  | Orari di apertura | Coordinate geografiche | Porto                                                            | Orari di apertura | Coordinate geografiche  |
| ------------------------------------------------------ | ----------------- | ---------------------- | ---------------------------------------------------------------- | ----------------- | ----------------------- |
| Terminal dei traghetti per auto e passeggeri di Serasa |                   | 5.01546°N 115.064891°E | Terminal dei traghetti di Labuan (molo passeggeri e rampa RO-RO) |                   | 5.277523°N 115.241388°E |